# Absolut Sverige – Ett land i förändring
Absolut Sverige – Ett land i förändring (originaltitel: Absolut Sverige, en rejse i tavshedens rige) är en dansk bok från 2011 om Sverige av journalisten (vid Jyllandsposten) och debattören Mikael Jalving. Boken var tänkt att ges ut på svenska av Recito, men gavs sedan i stället ut av AlternaMedia och med förord av Lars Vilks.

## Bakgrund
Jalvings bok kan ses som ett svar på Lena Sundström bok Världens lyckligaste folk, där Sundström kritiserar den danska invandringsdebatten och Dansk folkeparti. Författaren tillbringade ett år i Sverige, reste land och rike runt, mötte och talade med människor (av alla etniciteter, och nära nog samtliga han citerar nämns vid namn) och noterade sina intryck. Alstret är skrivet i jagform, och förfäktar idén att man i Danmark har en mera demokratisk debatt, medan man i Sverige främst hoppas att problem skall lösas med hjälp av tystnad.
Författaren har erhållit ekonomisk hjälp för sina resor i Sverige av Statens Kunstråd. Boken är förlagd av Jyllandspostens eget förlag.

## Innehåll
Redan i förordet ställs frågan huruvida Sverige fortfarande är en nation eller ett socialt experiment. Jalving kritiserar statsminister Fredrik Reinfeldt för att ha använt alldeles för svaga ord i samband med självmordsbombaren Taimour Abdulwahabs terrorattack i centrala Stockholm under julhandeln 2010 och använder detta som exempel på hur tystnad förväntas lösa problem i dagens Sverige. En möjligen oväntad faktor Jalving tar upp är att svenska medier (utanför Sveriges Television och Sveriges Radio) till stor del ägs av några få familjer, som exempelvis familjen Bonnier.
Jalving menar även att rötterna till tystnaden härstammar från stormaktstiden.
Bland personer som kritiseras särskilt hårt märks bland andra Olof Palme, Mona Sahlin och Jan Guillou ("Svenskerkongen" kallad), medan han till exempel låter Susanna Popova få stort utrymme för att förklara feminismen i Sverige samt den överklass författaren menar saknas i Danmark.